# Torre del Mangia
La Torre del Mangia  (appellation dérivant du surnom de son premier sonneur, Giovanni di Duccio, dit le Mange gains), est une tour située à Sienne (Toscane, Italie) dont la hauteur atteint 102 m et dont la construction dura plus de 10 ans.

## Historique
La Torre del Mangia  a été construite entre 1325 - 1344 et est située sur la Piazza del Campo, la première place de Sienne. Adjacente au Palazzo Pubblico  (palais communal) et construite entièrement en brique, elle constitue une des plus hautes tours de l'Italie médiévale.
Son nom signifie « Tour du mange gains » et tire son nom de son premier gardien Giovanni di Duccio, surnommé Mangiaguadagni (« mange gain ») car il avait tendance à dépenser tout son argent pour la nourriture.
La construction de la partie centrale fut confiée aux frères  Francesco et Muccio (ou Minuccio) di Rinaldo (1338-1340) originaires d'Arezzo qui réalisèrent probablement la partie en brique et la maçonnerie.
Le maître Agostino di Giovanni est réputé avoir été payé en tant qu'operaio (ouvrier) en 1339.
La partie supérieure en travertin blanc a été réalisée par Agostino di Giovanni d'après les plans du peintre Mastro Lippo, probablement identifiable avec Lippo Memmi.
L'horloge a été ajoutée en 1360 (elle n'indique que les heures et les jours, les minutes, elles, étant affichées sur la façade de la Santa Maria della Scala, visible du parvis du Duomo).
Le clocher abrite une cloche dont le premier exemplaire, après diverses tentatives de fonte, fut finalement réalisée en 1348 et installée en 1349. En 1634, elle fut remplacée par un second modèle jugé finalement défectueux et finalement la cloche actuelle fut installée en 1666. Appelée par les Siennois  Sunto (car dédiée à Maria Assunta) ou Campanone, elle pèse 6 760 kg.
La loggia en marbre au pied même de la tour, connue sous le nom de Cappella di Piazza, a été ajoutée en 1352. C'est une offrande à la Sainte Vierge faite par les survivants siennois  de la peste noire en signe de reconnaissance. Les pilastres ont été refaits sous leur forme actuelle en 1378, les sculptures décoratives entre les colonnes ont été exécutées entre 1378 et 1382 par Mariano d'Angelo Romanelli et Bartolomeo di Tomme. Le simple plafond en bois qui recouvrait autrefois la loggia a été remplacé par l'actuelle chapelle en marbre de la Renaissance (1461 - 1468). Antonio Federighi est l'auteur des étranges décorations du couronnement.
Entre 1537 et 1539, Le Sodoma  a peint une fresque sur l'autel, maintenant conservé au Museo Civico, musée du Palazzo Pubblico.

## Caractéristiques
La tour de 102 m est visible de toutes les parties de Sienne et est adjacente au Palazzo Pubblico de style gothique.
La tour a été construite pour atteindre  la même hauteur que le Duomo de Sienne comme un symbole d'égalité entre l'Église et l'État.
Les murs de la tour mesurent environ 3,35 m d'épaisseur de chaque côté.
Une cage d'escalier très exiguë, comptant environ 400 marches, mène jusqu'au sommet de la tour.

## Sources
- (en) Cet article est partiellement ou en totalité issu de l’article de Wikipédia en anglais intitulé « Torre del Mangia » (voir la liste des auteurs).

## Répliques
En Italie
- La tour de la Grancia à Montisi, frazione de San Giovanni d'Asso dans les Crete senesi, réplique moins grande que l'originale, fut détruite par les troupes allemandes le 30 juin 1944.

Dans le monde
- Waterbury (Connecticut), États-Unis par McKim, Mead and White (1909).
- Joseph Chamberlain Memorial Clock Tower (surnommé Old Joe), Université de Birmingham, Birmingham, Royaume-Uni, complété en 1908.
- Pilgrim Monument, Provincetown, Massachusetts, par Willard T. Sears construit entre 1907 et 1910 commémorant les Mayflowers Pilgrims à Provincetown le  21 novembre 1620.

## Images

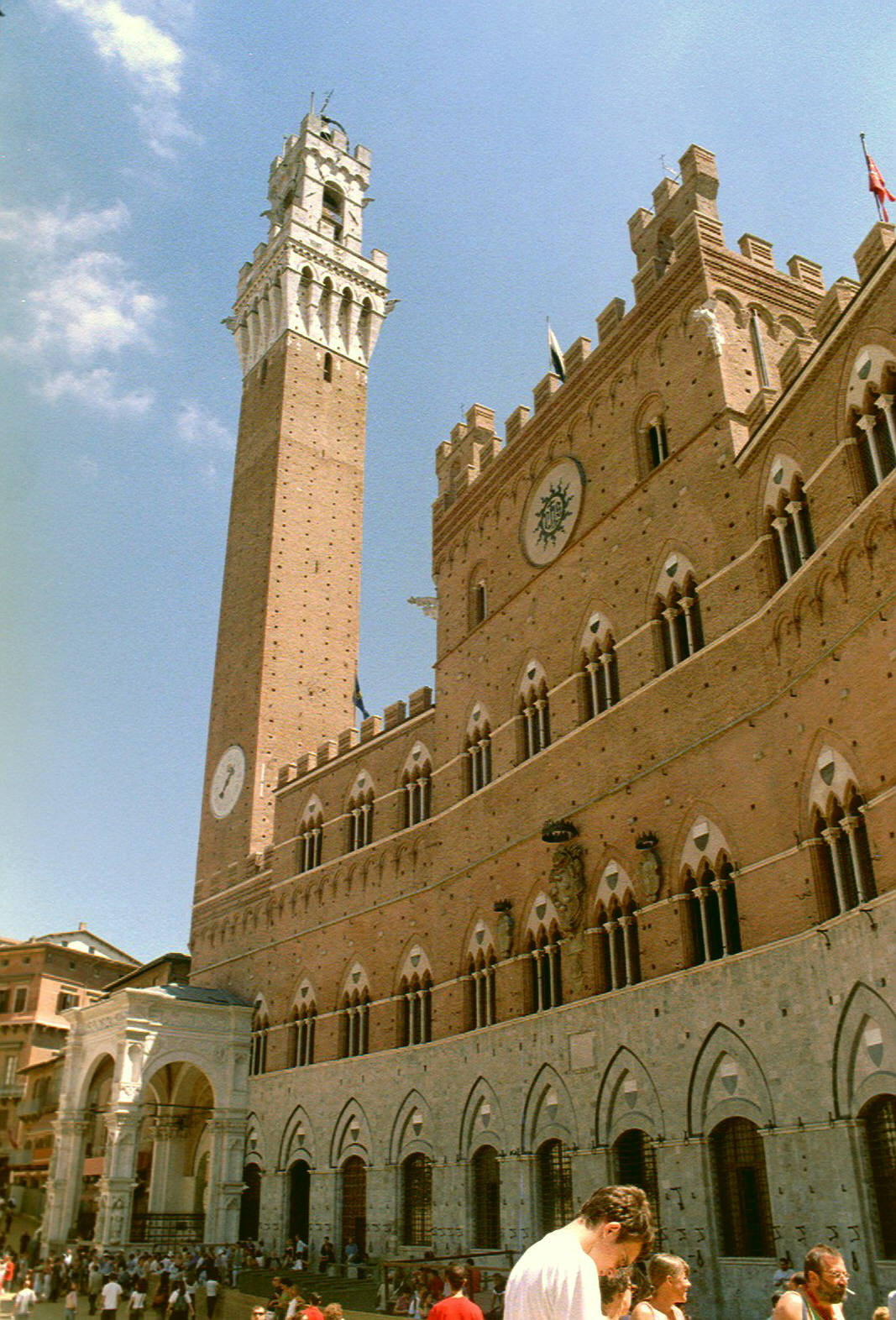
Torre del Mangia dominant le Palazzo Pubblico.
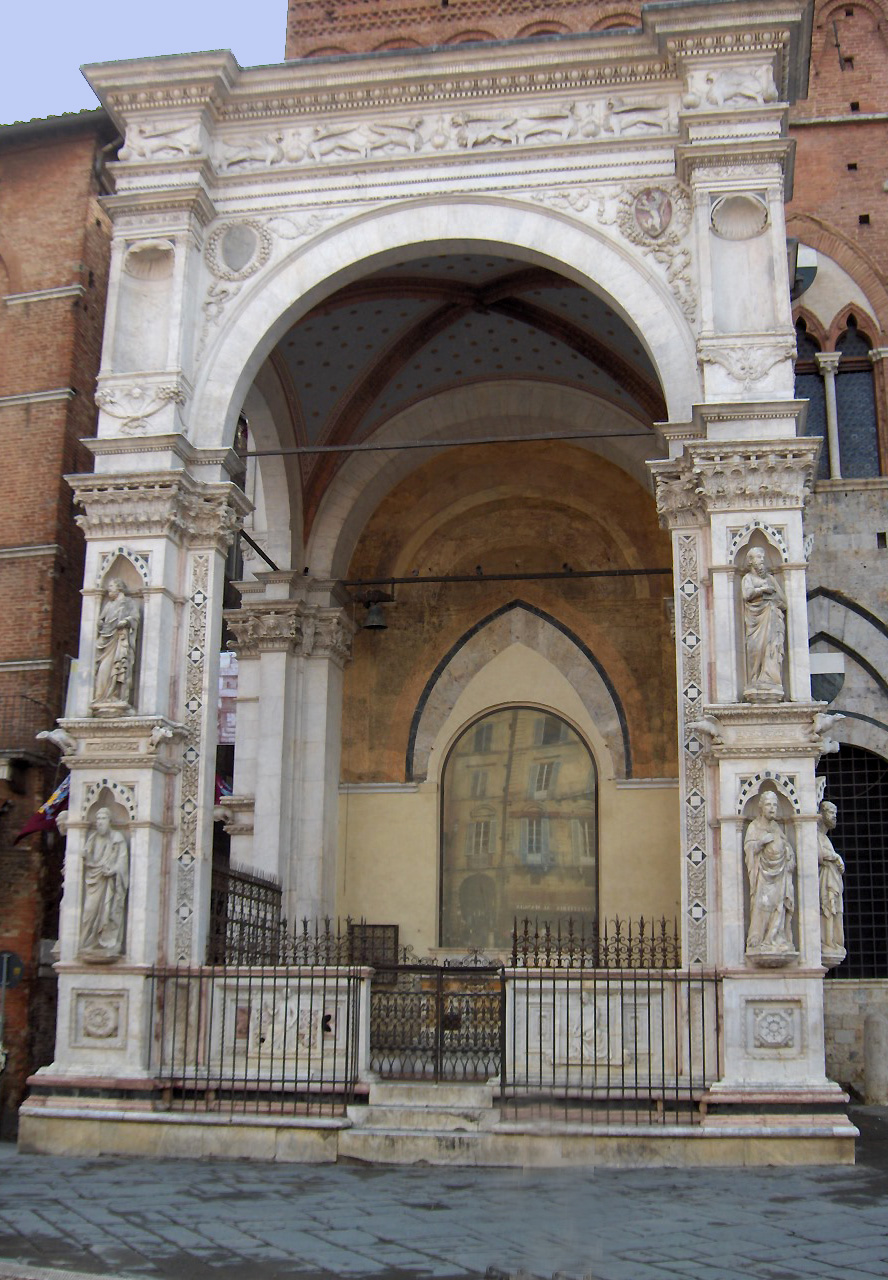
Cappella di Piazza.
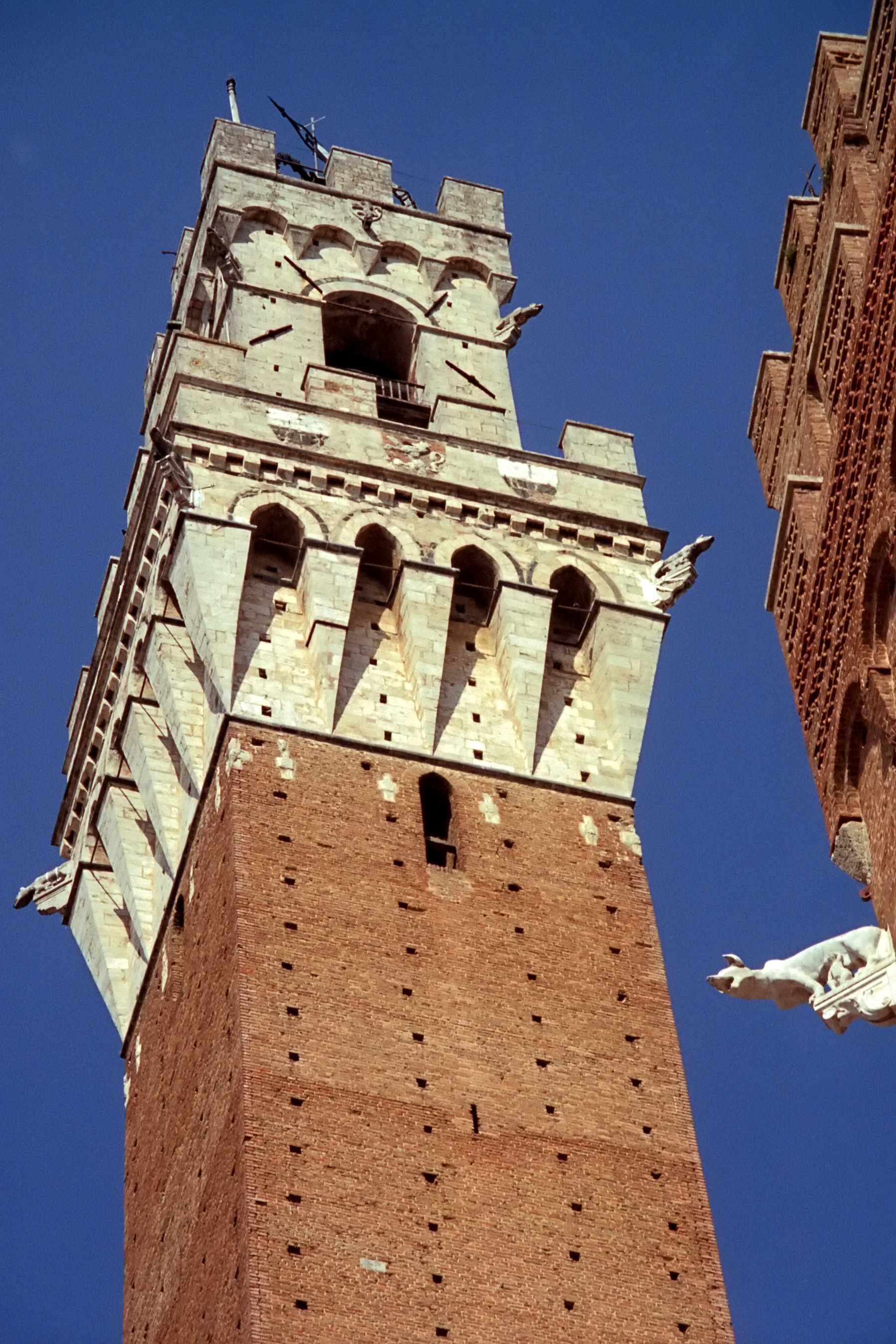
Détail de la partie supérieure de la tour.
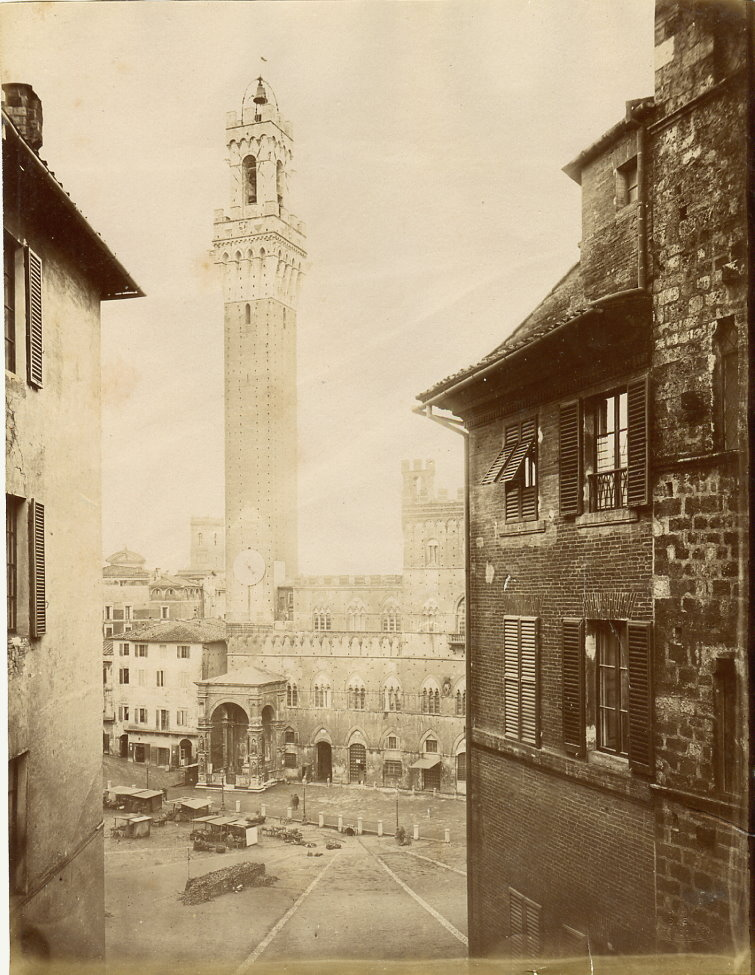
La tour au XIXe siècle
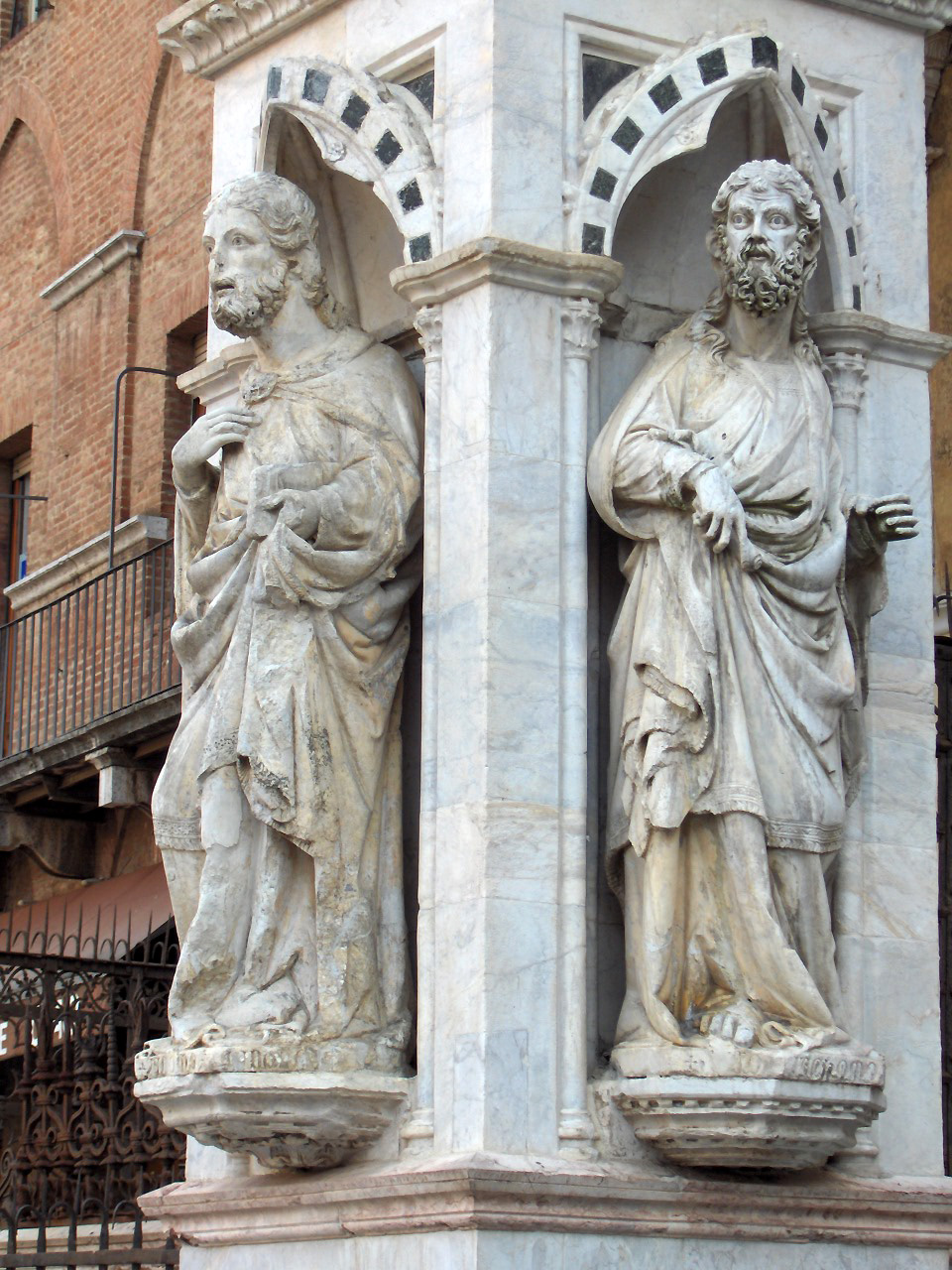
Statues de la loggia.
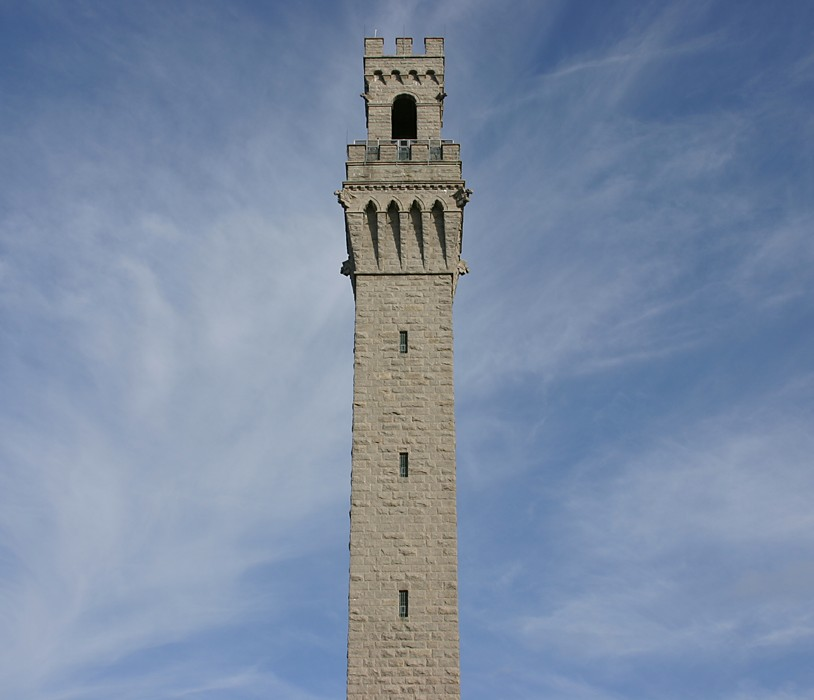
Le Pilgrim Monument, Provincetown (MA), conçu d'après la Torre del Mangia.